# 루카 (2021년 영화)
《루카》(영어: Luca Paguro)는 2021년 공개된 미국의 코미디 애니메이션 영화로, 픽사 애니메이션 스튜디오의 24번째 장편 영화이다. 이탈리아를 배경으로 인간으로 변신할 수 있는 바다 괴물의 이야기를 그려낸다. 엔리코 카사로사가 감독을 맡았다.
미국에서는 2024년 3월 22일에 극장으로 재개봉할 예정이다.

## 줄거리
1959년 여름, 이탈리아 포르토로소 마을의 앞바다에서 살고 있는 작고 소심한 바다괴물 루카는 물고기떼를 몰고 키우며 평범한 나날을 보내고 있었다. 엄마 다니엘라와 아빠 로렌초는 바다 괴물을 혐오하는 인간들이 아들을 해칠까 봐 물밖으로 절대 나가지 못하게 한다. 어느날 루카는 또다른 바다괴물 친구 알베르토를 만나는데, 물밖을 마음대로 드나들며 살고 있었다. 알베르토는 바다괴물이 물에서 빠져나오면 인간으로 변신하고, 다시 물에 젖으면 원래대로 되돌아온다며, 루카에게 바깥으로 모험을 떠나보자고 권한다. 이후 바닷섬(Isola del Mare)에 있는 알베르토의 아지트를 구경하러 간 루카는 베스파 스쿠터를 처음 보고는 푹 빠져, 알베르토와 함께 잡동사니로 베스파를 만들고 타고놀며 가까워진다.
아들의 수상한 행동을 눈치챈 루카의 부모님은 루카에게 큰아빠 우고를 따라 심해로 가서 살라고 말한다. 이에 반항심을 갖게 된 루카는 진짜 베스파를 손에 넣고 세상을 모험하기 위해, 알베르토와 함께 인간들이 사는 포르토로소 마을로 떠난다. 처음 마을에 도착한 둘은 동네 양아치 에르콜레 일당과 시비가 붙는다. 에르콜레는 지역 어린이들이 참가하는 트라이애슬론 경기인 '포르토로소 컵'을 다섯 번이나 우승, 멋진 베스파를 갖고 있었다. 루카는 에르콜레 일당에게 꼼짝없이 붙잡혀 분수에 몸을 담가 정체를 들킬 위험에 처하지만, 줄리아라는 소녀가 나타나 에르콜레 일당을 쫓아낸다. 경기에서 받은 상금으로 베스파를 사기로 맘먹은 루카와 알베르토는 줄리아와 함께 '아싸 팀(Underdogs)'을 결성해 대회에 나가기로 한다. 대회 종목인 수영하기, 파스타 먹기, 자전거 타기 중에서 수영을 할 수 없던 루카와 알베르토는 각각 자전거와 파스타를 맡기로 하고, 줄리아가 수영에 나서기로 한다. 이 사실을 알게 된 에르콜레는 아싸 팀을 반드시 누르고 6연승을 달성하겠다고 마음먹는다.
루카의 부모님이 물밖으로 나와 아들을 찾는 사이, 루카와 알베르토는 줄리아네 집에서 아버지 마시모를 만난다. 외팔이로 태어난 어부이자 무서운 바다괴물 사냥꾼이지만, 딸과 친구들에게 한없이 자상한 아버지였다. 루카와 알베르토는 마시모 밑에서 고기잡이를 하며 신뢰를 쌓고, 줄리아와 함께 꾸준히 대회를 준비하며 실력을 늘린다. 그러면서 루카가 줄리아와 점점 가까워지자 알베르토는 조금씩 질투심이 생긴다. 이윽고 줄리아는 루카를 옥상으로 데려가 천문학을 비롯해 알베르토가 알지 못했던 것들을 가르쳐준다. 배움의 기쁨과 학교의 존재를 알게 된 루카는 곧 알베르토의 충고를 무시하기 시작하고, 세상을 여행하는 것보다 학교에 가보고 싶다고 밝힌다. 화가 난 알베르토는 루카에게 덤벼들고, 줄리아 앞에서 루카의 본모습을 드러내려고 자기가 먼저 물속에 뛰어들어 정체를 밝힌다. 그러나 루카는 알베르토의 변신을 보고 도리어 바다 괴물이라고 놀라는 척하면서, 인간의 모습을 지킨다. 엄청난 배신감을 느낀 알베르토는 낙심하여 원래 살던 은신처로 떠난다. 이후 줄리아는 패닉에 빠진 루카에게 물 한잔을 끼얹고, 루카 또한 바다괴물이라는 사실을 확인한다. 그리고는 마을 사람들로부터 안전을 지키기 위해 이곳을 어서 떠나라고 말한다.
알베르토와 화해하러 간 루카는 아버지가 워낙 바쁘셔서 보기 힘들다던 알베르토의 말이 거짓말이었다는 사실을 알게 된다. 오래 전 아버지로부터 갑작스레 버려진 알베르토는 자신을 친구 따위도 못 사귀는 못된 아이로 생각하고 있었던 것이다. 루카는 혼자서 우승해 베스파를 손에 넣고 이 모든 상황을 바로잡겠다며 그대로 대회에 나선다. 수영과 파스타 먹기를 무난하게 끝낸 루카는 자전거 경주에서 선두를 달리지만 경기 도중 갑자기 비가 내려 꼼짝없이 비를 피해야 할 처지에 놓인다. 그때 알베르토가 우산을 들고 나타나고, 루카를 도우러 가다가 그만 넘어지고 만다. 알베르토가 바다 괴물의 모습으로 변하자 루카는 알베르토를 데리러 나서고, 마찬가지로 바다 괴물로 변한다. 둘을 발견한 에르콜레가 바다 괴물에 걸린 포상금을 노리고 뒤쫓자, 뒤이어 나타난 줄리아가 자전거로 에르콜레에게 돌진해 추격을 막다가 다치고 만다. 루카와 알베르토는 도망치지 않고, 줄리아를 부축해주다가 끝내 에르콜레와 맞선다. 에르콜레를 비롯해 마을 어부들이 두 아이를 잡으려던 그때, 마시모가 나타나 아무리 바다 괴물이라도 대회 결승선을 넘었다면 우승자라며 막는다. 루카네 가족을 비롯해 변신해 있던 다른 바다괴물들도 비로소 제 모습을 드러내고, 온 마을 사람들이 따뜻하게 맞이해 준다. 인정할 수 없다며 소리치던 에르콜레는 자기를 따르던 치초와 귀도에게 잡혀 분수에 처박히고 망신을 당한다.
루카와 알베르토는 우승 상금으로 베스파를 손에 넣고, 줄리아는 방학이 끝나 제노바의 학교로 돌아가게 된다. 줄리아가 떠나는 날, 알베르토는 학교에 가고 싶은 루카를 위해 베스파를 팔아 열차표로 바꾸기로 한다. 루카는 열차를 타고 떠나고, 알베르토는 그런 루카를 배웅해 주는 것으로 영화가 끝난다.
엔딩 크레딧에서 등장하는 후일담으로는 루카가 줄리아의 어머니를 만나 학교에 입학하고, 수업 중에 친구들에게 자신의 본모습을 보여주는가 하면, 줄리아와 함께 TV로 인간이 달에 착륙하는 모습을 지켜본다. 알베르토는 마시모에게 입양되어 새 아빠가 생기고, 알베르토와 루카네 가족은 포르토로소 마을 사람들과 계속해서 즐거운 나날을 보낸다. 크레딧이 다 올라간 뒤에는 삼촌 우고가 다시 등장해 물고기에게 심해 살이도 꽤 괜찮다고 설파하는 쿠키 영상이 존재한다.

## 성우진
| 배역                  | 영어 성우         | 한국어 성우 |
| --------------------- | ----------------- | ----------- |
| 루카 파구로           | 제이컵 트람블레이 | 김지성      |
| 알베르토 스코르파노   | 잭 딜런 그레이저  | 최은후      |
| 줄리아 마르코발도     | 에마 버먼         | 정윤아      |
| 마시모 마르코발도     | 마르코 바리첼리   | 최석필      |
| 에르콜레 비스콘티     | 사베리오 라이몬도 | 이호산      |
| 다니엘라 파구로       | 마야 루돌프       | 조현정      |
| 로렌초 파구로         | 짐 개피건         | 소정환      |
| 파구로 할머니         | 샌디 마틴         | 임은정      |
| 시뇨라 마르시글리에세 | 마리나 마시로니   | 배진홍      |
| 콘체타 아라고스타     | 엘리사 가브리엘리 | 배진홍      |
| 우고 큰아빠           | 사샤 배런 코언    | 시영준      |
| 치초                  | 피터 손           | 서반석      |
| 자코모                | 자코모 잔니오티   | 서반석      |
| 귀도                  | 로렌초 크리스치   | 김민주      |
| 성직자                | 조너선 니컬스     | 김민주      |
| 브란치노 아저씨       | 짐 피리           | 김민주      |
| 톰마소                | 지노 러모니카     | 오인성      |
| 피누치아 아라고스타   | 미미 메이너드     | 강은애      |

## 제작

### 기획

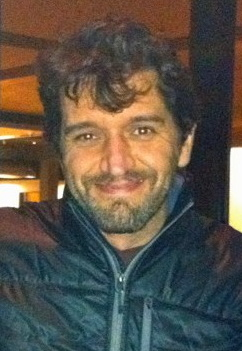
엔리코 카사로사 감독. 《루카》를 제작하면서 어린 시절 경험으로부터 영감을 얻었다고 밝혔다.

2020년 7월 30일, 픽사는 《루카》 (Luca)라는 제목의 신작을 발표하고, "이탈리아 배경의 성년식 이야기"가 될 것이라고 밝혔다. 감독은 엔리코 카사로사, 프로듀서는 앤드리아 워런이 맡기로 했다. 카사로사 감독은 2011년 픽사 단편 작품 〈라 루나〉를 감독한 경력이 있었으며, 장편영화는 이번이 처음이라고 한다. 이와 더불어 코로나19 사태로 캘리포니아 에버리빌의 픽사 캠퍼스가 폐쇄되면서, 픽사 역사상 처음으로 거의 모든 제작진이 자택에 머물면서 제작한 작품이 되었다.
카사로사 감독은 《루카》가 "지극히 개인적인 이야기"라며, 어린시절 제노바에서 살았던 기억으로부터 영감을 받았다고 한다. 또 주인공 루카는 본인으로부터, 알베르토는 본인의 절친이었던 알베르코 수라체로부터 따온 캐릭터라고도 설명했다. 알베르토 수라체는 이탈리아 더빙판에서 어부 목소리를 맡기도 했다. 카사로사 감독은 "저에게는 해변가에서 여름을 보내던 시절이 있었죠... 열한 살 때 가장 친한 친구를 만났어요. 수줍음 많았던 저와는 다르게, 완전히 다른 삶을 살고 있는 말썽꾸러기를 알게 된 겁니다. 저는 그런 우정에 관한, 여러분이 성장하게 만드는 영화를 만들고 싶었습니다"라며 제작 취지를 밝혔다.
이와 함께 카사로사 감독은 이 영화의 핵심이 다름 아닌 '우정의 찬양'이라고 밝혔다.
"어렸을 때의 우정은 곧 어떤 사람이 되고픈지를 정할 때가 많다. 바로 그 유대감이 《루카》에서 전하는 우리 이야기의 핵심이다. 그렇기 때문에 우리 영화는 이탈리아 해변의 아름다움과 매력 뿐만 아니라, 루카를 완전히 바꿔놓을 잊을 수 없는 여름날 모험을 선보일 것이다."

카사로사 감독에 따르면 "페데리코 펠리니와 이탈리아 클래식 영화감독들에게 경의를 바친" 결과물이 《루카》라고 하며, 미야자키 하야오 감독의 스타일에서도 조금 영향을 받았다고 밝혔다. 펠리니, 미야자키 감독의 작품과 더불어 《흔들리는 대지》 (1948), 《스트롬볼리》 (1950), 《스탠 바이 미》 (1986)도 영감의 원천이 되었으며, 아드만 애니메이션과 웨스 앤더슨의 스톱모션 작품도 카사로사의 미적 감수성에 영향을 주었다고 언급했다.
기획 과정에서 픽사는 영화제작에 참여하는 아티스트들을 대상으로 이탈리아 리비에라로 답사를 진행, 그 지역의 풍경과 사람들을 사진으로 남겨 자료에 참고하였다. 작품의 배경은 1950~60년대 이탈리아로, 카사로사 감독은 "세월이 흘러도 변치 않을 황금기"라 표현했다. 작중 삽입곡과 디자인 역시 "영원한 여름을 조금이나마 잡아둘" 시기로부터 영감을 얻었다고 한다.
작품 속 주 소재로 등장하는 바다괴물은 이탈리아의 신화와 지역 민속 문학에서 가져왔으며, 특히 텔라로의 문어 전설과 사람들을 돕거나 위험에 빠뜨린다는 바다용, 바닷생물에 관한 자잘한 민간 전설들을 참고했다. 카사로사 감독은 "저는 늘 지도에 그려진 오래된 바닷괴물에 푹 빠져 있었습니다. 바다의 미지라는 것은 우리가 그리던 이상한 생물로 표현되곤 했죠. 그리고 그 지역은 놀라운 설화들로 넘쳐나고요." 프로덕션 디자이너를 맡은 다니엘라 스트라일레바는 "우리는 옛날 해도에 큰 영감을 얻었다. 최종 작품까지 끌고 가며 고민했었던 디테일은 바다 괴물의 지느러미 모양은 어떤지, 비늘 장식은 어느 정도인지, 꼬리 곡선은 어떤지 하는 것들이었다"고 말했다. 카사로사 감독은 바다 괴물이 "이상한 기분의 메타포"라고도 설명했다.
작중 배경으로 등장하는 '포르토로소' (Portorosso, 붉은 항구)와 '이솔라 델 마레' (Isola del mare, 바닷섬)은 디즈니 측에서 저작권 등록을 거쳤다는 후문이다. 제작 초, 디즈인사이더에서는 포르토로소가 주인공의 성이 될 것이며 미야자키 하야오의 1992년 작품 《붉은 돼지》 (영제 Porco Rosso, 포르코 로소)의 제목을 비틀며 오마주한 것이 아니냐는 기사를 내기도 했다. 하지만 최종적으로 루카의 성은 '파구로' (Paguro, 이탈리아어로 소라게)로 정해졌으며, 포르토로소는 작중 무대가 되는 마을 이름으로 밝혀졌다.

## 우리말 제작
- 더빙 스튜디오 : STORM
- 믹싱 스튜디오 : 쉐퍼톤 인터내셔널
- 대사 연출 : 이영주
- 대사 번역 : 서승희
- 음악 연출 : 박덕수(STORM)
- 크리에이티브 슈퍼바이저 : 권기호
- 한국어 제작 : Disney Character Voices International,Inc.